# Gare de Mizusawa-Esashi
La gare de Mizusawa-Esashi (水沢江刺駅, Mizusawa-Esashi-eki) est une gare ferroviaire de la ville d'Ōshū, dans la préfecture d'Iwate, au Japon. Elle est uniquement desservie par la ligne Shinkansen Tōhoku de la JR East.

## Situation ferroviaire
La gare est située au point kilométrique (PK) 431,3 de la ligne Shinkansen Tōhoku.

## Histoire
La gare a été inaugurée le 14 mars 1985.

## Service des voyageurs

### Accueil
La gare dispose d'un bâtiment voyageurs, avec guichets, ouvert tous les jours.

### Desserte
- Ligne Shinkansen Tōhoku :
  - voie 1 : direction Morioka et Shin-Aomori
  - voie 2 : direction Sendai et Tokyo